# Bertrand de Thessy
Bertrand de Thessy (overleden: 1231) was van 1228 tot aan zijn dood de vijftiende grootmeester van de Orde van Sint-Jan van Jeruzalem. Hij volgde in 1228 Guérin de Montaigu op.
Bertrand gaf zijn formele goedkeuring voor de Zesde Kruistocht. De kruistocht kwam nooit echt ver, maar de stad Jeruzalem werd wel verkregen door middel van onderhandeling. Bertrand stierf in 1231 en werd opgevolgd door Guérin Lebrun.